# بیابان دهنا
بیابان دَهنا (به عربی: صحراء الدَهناء) بخش مرکزی بیابان عربستان است که مانند یک راهروی ماسه‌ای است این بیابان شکل کمان مانندی دارد و صحرای نفوذ در شمال را به ربع‌الخالی در جنوب وصل می‌کند. طول آن بیش از ۱۰۰۰ کیلومتر است ولی پهنای آن از ۸۰ کیلومتر بیشتر نمی‌شود.
این بیابان شهرستان احساء را از نجد جدا می‌کند. به عبارت دیگر دهنا مانند نواری است که بیابان‌های بزرگ عربستان سعودی را به هم وصل می‌کند. بخش زیادی از این بیابان قرمز رنگ است که به دلیل وجود اکسید آهن است.
در این بیابان غارهایی وجود دارد که پر از ساختارهای بلوری، چکنده‌سنگ و چکیده‌سنگ اند.